# Bundesautobahn 831
De Bundesautobahn 831 is een korte autosnelweg in Duitsland. Deze weg vormt een snelle verbinding tussen het centrum van Stuttgart en de twee autosnelwegen A8 en A81. Deze autosnelweg bevat 2x2 rijstroken en een lengte van 2,3 kilometer.

## Planvorming
Normaal gezien zou de Bundesautobahn 831 nog wat langer zijn. Maar doordat de doorloping van de Bundesautobahn 81 (zodat die niet samenloopt met de Bundesautobahn 8) afgewezen was, kreeg het grootste deel als nummer Bundesautobahn 81.